# Prosciara prosciaroides
Prosciara prosciaroides är en tvåvingeart som först beskrevs av Risto Kalevi Tuomikoski 1960.  Prosciara prosciaroides ingår i släktet Prosciara, och familjen sorgmyggor. Arten är reproducerande i Sverige.